# Auguste Dorchain
Auguste Dorchain, född 19 mars 1857, död 8 februari 1930, var en fransk poet.
Dorchain hade på 1880-talet framgång med sin diktsamling La jeunesse pensive (1881) och versdramat Conte d'avril (1885) efter Shakespeares Som ni behagar. Dorchain har även skrivit en verslära, L'art des vers (1906).